# Ветлина
Ветли́на (пол. Wetlina) — село в Польщі, у гміні Тісна Ліського повіту Підкарпатського воєводства. Належить до прадавньої етнічної української території. Населення — 301 особа (2011).
Село розташоване над потоком Ветлина, на кордоні Тиснянсько-Вітлинського ландшафтного парку і Бещадського національного парку, на воєводській дорозі 897. Із заходу і півдня село знаходиться в оточенні гірських піків — Яворник, Папортна (1198 м), з півночі простягається Полонина Ветлинська з піком Рох (Бещадський) (1255 м).

## Історія
Назва походить від слова «ветлина» — одного з найменувань верби білої.
Ймовірно, поселення існувало ще раніше згадки в документах на праві руському.
Уперше згадується в документі 1553 року, власник Петро Кміта Собенський (Piotr Kmita Sobieński), а після його смерті — бездітна вдова його Барбара Кміта (Barbara Kmita). Після її смерті в 1580 р. власність переходить до її брата Станіслава Гербурта (Stanisław Herburt).
У 1975—1998 роках село належало до Кросненського воєводства.

### Населення
З 1772 р. до 1918 року в складі Австро-Угорщини.
Згідно кадастрових документів у 1785 році село населяло 604 греко-католики, 16 римо-католиків і 19 юдеїв. Селу належало 60,57 км² земель.
- 1840 — 604 греко-католики.
- 1859 — 724 греко-католики.
- 1879 — 743 греко-католики.
- 1881 — 819 мешканців, село у власності Станіслава Конарського (Stanisława hr. Konarskiego).
- 1899 — 949 греко-католиків.
- 1926 — 866 греко-католиків.
- 1936 — 1015 греко-католиків.

Парафія належала до Балигородського (з 1924 року до Тіснянського) деканату Перемиської єпархії.
25 вересня 1944 р. село було окуповане радянськими військами. До 1945—1947 рр. село населяли бойки.
У період між 1945 і 1947 роками в цьому районі тривала боротьба між підрозділами УПА та радянськими військами. Українське населення було насильно переселене на територію СРСР в 1946 році. Родини, яким вдалось уникнути переселення, в 1947 році під час операції «Вісла» були перевезені на територію північної Польщі. Село практично припинило існування і було знову заселене в кінці 50-х — на початку 60-х рр. XX ст., переважно робітниками лісогосподарської галузі, на 2004 р. — 307 осіб.

### Церкви села

Давня церква св. Димитрія та дзвіниця
на фоні будівництва храму Царя Христа

- Відома церква Св. Великомученика Дмитра, дерев'яна, побудована в 1786 р., розміром приблизно 22 × 8,5 метра, тридільна. Розібрана в 1928 р.
- Мурована кам'яна церква Христа Царя почала будуватися до 1914 р. біля старої. Будівництво завершене в 1928 р. Ця мурована церква була однією із найбільших в Карпатах — п'ятикупольна хрестоподібна. Проєкт виконав архітектор Яків Рудницький[3]. У плані мала форму хреста 60 × 40 метрів. 7 червня 1946 р. сільський парох о. Василь Бужко був побитий прикладами карабінів солдатами KBW (військо спецпризначення комуністичної Польщі) і разом із мешканцями насильно переселений в СРСР. Ще влітку 1946 року під час жнив польські селяни спали в церкві на сіні. Після закінчення жнив, сіно було підпалене і церква обгоріла. Згодом була підірвана в 1950 р. Тепер на її місці стоїть римо-католицький костел. У Музеї Ікон в м. Сянік зберігається ікона XVIII ст. з місцевої церкви[4]. Церква мала дерев'яну дзвіницю на захід від основної будівлі. Зараз не існує. Парафіяльний цвинтар теж повністю знищений. Збереглися тільки декілька старих лип.

## Демографія
Демографічна структура станом на 31 березня 2011 року:
|          | Загалом | Допрацездатний вік | Працездатний вік | Постпрацездатний вік |
| -------- | ------- | ------------------ | ---------------- | -------------------- |
| Чоловіки | 156     | 22                 | 112              | 22                   |
| Жінки    | 145     | 23                 | 88               | 34                   |
| Разом    | 301     | 45                 | 200              | 56                   |